# Quercus deliquescens
Quercus deliquescens — вид рослин з родини букових (Fagaceae), ендемік Мексики.

## Опис
Вид заввишки 1.5 метра. Гілочки щільно біло або блідо-сіро вовнисті, сіріють і зберігають вовнистість на другий рік. Листки вічнозелені, яйцюваті, 1.2–2.5(3.5) × 1–1.5(2.5) см; верхівка тупа, іноді гостра; основа округла або серцеподібна; край хвилеподібний злегка загнутий, з 2–4 парами гострих зубів, симетричними і в однаковій кількості з кожного боку; верхня поверхня зелена, дрібно зірчасто-запушена, стає голою; нижня поверхня щільно і стійко блідо-сіро-вовниста, темніє на другий рік; ніжка листка завдовжки 2–4 мм, запушена або вовниста. Тичинкові сережки завдовжки 1 см, густо-квіткові; маточкові суцвіття 1–2-квіткові. Жолуді поодинокі або парні, на стійко запушеній 3–5 мм ніжці; чашечка діаметром 10–15 мм.

## Поширення й екологія
Ендемік Мексики (Чихуахуа, Нуево-Леон, Коауїла, Дуранго, Сакатекас, Сан-Луїс-Потосі).
Зростає на вапнякових схилах і вершинах пустельних гір у чапаралях або чагарниковій рослинності. На вищих висотах утворює великі густі зарості. Цей вид тісно пов'язаний з Q. intricata. Росте на висотах 1760–2617 метрів.

## Загрози
Загрози: порушення середовища проживання через надмірне випасання худоби, сільськогосподарську й фрагментаційну діяльність, як-от побудова каналів зв'язку для гірничодобувної діяльності в Сакатекасі. Більш південному населенню поблизу Монтеррея також загрожує міська експансія.